# Maggie Steffens
Margaret Ann „Maggie“ Steffens, auch Marge Steffens, (* 4. Juni 1993 in San Ramon, Kalifornien) ist eine Wasserballspielerin aus den Vereinigten Staaten. Sie wurde sechsmal Weltmeisterin und gewann drei Titel bei den Olympischen Spielen und vier Titel bei Panamerikanischen Spielen.

## Sportliche Karriere
Die 1,73 m große Halbspielerin Maggie Steffens belegte bei den Weltmeisterschaften 2011 in Schanghai den sechsten Platz mit dem US-Team. Im gleichen Jahr siegte das US-Team bei den Panamerikanischen Spielen in Guadalajara. Bei den Olympischen Spielen 2012 in London belegte das US-Team in der Vorrunde den zweiten Platz hinter den Spanierinnen, wobei das direkte Duell mit 9:9 endete. Im Finale trafen die beiden Mannschaften wieder aufeinander und das US-Team siegte mit 8:5. Maggie Steffens erzielte im Finale fünf Tore. Ebenfalls im Finale dabei war Maggies ältere Schwester Jessica Steffens.
Bei den Weltmeisterschaften 2013 in Barcelona unterlag das US-Team im Viertelfinale den Spanierinnen und belegte letztlich den fünften Platz. 2015 siegte das US-Team bei den Panamerikanischen Spielen in Toronto. Direkt im Anschluss fanden in Kasan die Weltmeisterschaften 2015 statt. Die Mannschaft aus den Vereinigten Staaten gewann den Titel durch ein 5:4 im Finale gegen die niederländische Mannschaft. Bei den Olympischen Spielen 2016 in Rio de Janeiro traf das US-Team im Endspiel auf die Italienerinnen und siegte mit 12:5.
2017 bei den Weltmeisterschaften in Budapest trafen die US-Spielerinnen im Finale wieder einmal auf die Spanierinnen und siegten mit 13:6. Zwei Jahre später bei den Weltmeisterschaften 2019 in Gwangju traf das US-Team im Endspiel erneut auf die Spanierinnen, diesmal gewannen die Amerikanerinnen mit 11:6. Unmittelbar im Anschluss an die Weltmeisterschaften siegten die frischgebackenen Weltmeisterinnen auch bei den Panamerikanischen Spielen 2019 in Lima. Bei den 2021 ausgetragenen Olympischen Spielen in Tokio trafen die Mannschaften aus den Vereinigten Staaten und aus Spanien einmal mehr im Finale aufeinander, die Amerikanerinnen siegten mit 14:5. Maggie Steffens erzielte auch in ihrem dritten Olympiafinale ein Tor.
In den nächsten Jahren siegte das US-Team bei den Weltmeisterschaften 2022 und 2024 sowie bei den Panamerikanischen Spielen 2023. Lediglich bei der Weltmeisterschaft 2023 verlor die Mannschaft im Viertelfinale gegen die Italienerinnen und wurde nach den Platzierungsspielen Fünfte. Bei den Olympischen Spielen 2024 in Paris siegte die Mannschaft im Viertelfinale gegen die Ungarinnen. Nach einer Halbfinalniederlage gegen die Australierinnen verlor das US-Team das Spiel um Bronze gegen die Niederländerinnen. Steffens spielte im Match um Bronze 23 von 32 Minuten.
Maggie Steffens nahm nach dem Bachelor-Examen ein Masters-Studium für Management an der Stanford University auf.